# Ficinia clandestina
Ficinia clandestina är en halvgräsart som först beskrevs av Ernst Gottlieb von Steudel, och fick sitt nu gällande namn av Johann Otto Boeckeler. Ficinia clandestina ingår i släktet Ficinia och familjen halvgräs.
Artens utbredningsområde är Etiopien. Inga underarter finns listade i Catalogue of Life.